# 陽光季節
《阳光季节》（Seasons in the Sun）是根據比利時創作歌手雅克·布雷尔於1961年所作的Le Moribond
改編而來的英文歌曲。
1963年，罗德·麦昆重写了Le Moribond的歌詞，歌詞講述的是一个垂死之人与亲人的告别。1974年，歌手泰瑞·傑克斯將該歌曲改編成Seasons in the Sun並發行，1999年，西城男孩再次翻唱Seasons in the Sun並發行。